# Gli onorevoli
Gli onorevoli è un film comico italiano del 1963, diretto da Sergio Corbucci e interpretato da Totò, Peppino de Filippo, Gino Cervi, Walter Chiari, Franca Valeri, Stelvio Rosi e Aroldo Tieri.

## Trama
(Lo slogan elettorale che Antonio la Trippa-Totò ripete in tutto il film con voce gutturale)
È la storia di cinque candidati alle elezioni, in cui la comicità si sposa con la critica al "teatrino" della politica.
La democristiana Bianca Sereni, femminista ante litteram, si fa affiggere i manifesti da alcune prostitute e finisce per innamorarsi di un uomo pagato dagli stessi democristiani per fotografarla in atteggiamenti compromettenti. Pur scoprendo l'inganno decide di ritirarsi e mettersi insieme allo stesso uomo.
Il senatore del PLI Rossani-Breschi si fa propaganda invitando alcuni ricconi nel suo lussuoso salotto, ma un suo comizio di piazza finisce involontariamente sabotato da una banda di ragazzini, rivale della banda di cui fa parte suo figlio, che avevano provato a emulare i grandi giocando a fare i politici.
Lo scrittore comunista Saverio Fallopponi, che vanta tra l'altro alcuni suoi testi pubblicati dalla casa editrice dello stesso Rossani-Breschi, nonostante si fingano recriprocamente acerrimi nemici, si scaglia contro gli Stati Uniti, ma non disdegna i dollari che il suo prossimo giro di conferenze negli Stati Uniti gli procureranno. Viene costretto a ritirarsi quando la cosa verrà fuori.
Il prof. Giuseppe Mollica, candidato del MSI, 
dopo aver raggiunto la sede TV della RAI con qualche difficoltà, alle prese con un guasto alla sua auto e ad una furibonda lite con un benzinaio partigiano, viene grottescamente truccato dal regista di Tribuna elettorale, col risultato che il suo comizio televisivo viene sospeso dopo pochi secondi, ed egli tenterà comunque di tenere il suo discorso in un varietà fra le ballerine.
Antonio La Trippa, monarchico del "Partito Nazionale Restaurazione", dal carattere estroverso ma fondamentalmente onesto, tormenta i condomini suonando la carica e urlando i suoi slogan dalla finestra del bagno usando un imbuto a mo' di megafono. Si candida in un paesino di provincia, ma quando si avvede dei loschi fini dei suoi dirigenti, decide di vuotare il sacco al suo stesso comizio denunciando tutte le loro trame, fino a mandare a monte la propria elezione.

## Produzione
- Nel film compare, in un filmato di repertorio, il giovane attaccante brasiliano Pelé, "arruolato" da Rossani-Breschi nella sua campagna elettorale.
- Il regista Sergio Corbucci compare brevemente nel ruolo del proprietario della pensione di Roccasecca.
- La scalinata dove Bianca Sereni (Franca Valeri) fa affiggere i suoi manifesti elettorali è in via San Biagio a piazza del mercato Sacrofano.
- Il paese natale di Antonio La Trippa nella finzione si chiama "Roccasecca", ma è in realtà Fiano Romano. Il nome del paese è lo stesso della località di cui era sindaco Totò nel film Il medico dei pazzi. In Totò lascia o raddoppia?, interpretando il duca Della Forcoletta, afferma che la sua casata sia originaria proprio di Roccasecca. Tra l'altro nel Lazio esistono realmente due comuni con questo nome: Roccasecca e Roccasecca dei Volsci.
- Aiuto regista del film è Ruggero Deodato.